# De syv små dværge
 Ikke at forveksle med 7D (tv-serie) og Snehvide og de syv dværge (film fra 1937).
De syv små dværge (også kaldt historien om Snehvide og de 7 små dværge), er figurer fra det tyske folkeeventyr nedskrevet af brødrene Grimm, Snehvide, om kongedatteren Snehvide, der flygter fra sin misundelige stedmor og søger ly i de syv dværges hytte. De kom så også med Walt Disneys tegnefilm, Snehvide og de syv dværge fra 1937 over eventyret, og de fik snart et spin-off i form af deres egen tegneserie. Da deres hytte ligger i skoven, kom de til at indgå i skovuniverset, og de kan dukke op som bipersoner i de andres serier.
De er godmodige og gæstfri af natur, men også småklodsede. De har hos Disney fået navne, der passer til deres karakteristiske træk.
- Brille (Doc), har briller, deres leder, har det med at snakke bagvendt.
- Gnavpot (Grumpy), er hvad han hedder, men har dog et godt hjerte alligevel.
- Lystig (Happy), kraftig, glad og munter.
- Prosit (Sneezy), har allergi og nyser meget kraftigt.
- Flovmand (Bashful), rødmer let og gemmer sig i skægget når det sker.
- Søvnig (Sleepy), altid det han hedder, gaber højt.
- Dumpe (Dopey), kan ikke tale, kommer altid løbende langt efter de andre og er meget klodset.

Som et kuriosum kan det øvrigt nævnes, at der både i Grimms tyske version og i Disneys engelske version kun tales om de syv dværge, men på dansk er de syv små dværge fast etableret.[kilde mangler]